# Кунц (Техас)
Кунц (англ. Kountze) — місто (англ. city) в США, в окрузі Гардін штату Техас. Населення — 1981 особа (2020).

## Географія
Кунц розташований за координатами 30°22′21″ пн. ш. 94°18′56″ зх. д. / 30.37250° пн. ш. 94.31556° зх. д. (30.372545, -94.315661).  За даними Бюро перепису населення США в 2010 році місто мало площу 10,26 км², з яких 10,24 км² — суходіл та 0,02 км² — водойми.

## Демографія
Згідно з переписом 2010 року, у місті мешкали 2123 особи в 767 домогосподарствах у складі 562 родин. Густота населення становила 207 осіб/км².  Було 875 помешкань (85/км²).
Расовий склад населення:
| - 72,4 % — білих - 23,1 % — чорних або афроамериканців - 0,8 % — азіатів - 0,2 % — корінних американців - 1,3 % — осіб інших рас |

До двох чи більше рас належало 2,2 %. Частка іспаномовних становила 5,0 % від усіх жителів.
За віковим діапазоном населення розподілялося таким чином: 28,0 % — особи молодші 18 років, 56,8 % — особи у віці 18—64 років, 15,2 % — особи у віці 65 років та старші. Медіана віку мешканця становила 36,6 року. На 100 осіб жіночої статі у місті припадало 95,5 чоловіків;  на 100 жінок у віці від 18 років та старших — 87,3 чоловіків також старших 18 років.
Середній дохід на одне домашнє господарство  становив 50 364 долари США (медіана — 42 434), а середній дохід на одну сім'ю — 61 383 долари (медіана — 60 625). Медіана доходів становила 56 250 доларів для чоловіків та 31 711 долар для жінок. За межею бідності перебувало 19,4 % осіб, у тому числі 32,7 % дітей у віці до 18 років та 16,7 % осіб у віці 65 років та старших.
Цивільне працевлаштоване населення становило 788 осіб. Основні галузі зайнятості: будівництво — 18,0 %, роздрібна торгівля — 12,7 %, науковці, спеціалісти, менеджери — 11,3 %, мистецтво, розваги та відпочинок — 10,8 %.